# 신동공설운동장
신동공설운동장(新東公設運動場, Sindong Public Stadium)은 대한민국 강원특별자치도 정선군에 있는 스포츠 시설이다. 토사 필드가 갖춰진 다목적 경기장이며, 1999년 8월에 준공되었다.

## 참고 문헌
- “공공 체육시설 현황”. 정선군청.
- 《2019년 전국 공공체육시설 현황 (2018년말 기준)》. 대한민국 문화체육관광부. 2020.
- 《2023 전국 공공체육시설 현황 (2022년 12월말 기준)》. 대한민국 문화체육관광부. 2024.